# بحران ۲۰۱۷–۲۰۱۸ قانون اساسی اسپانیا
بحران ۲۰۱۷–۲۰۱۸ قانون اساسی اسپانیا یک توافق سیاسی مداوم بین دولت اسپانیا و ژنیتال کاتالونیا در مورد همه‌پرسی ۲۰۱۷ استقلال کاتالونیا است. پس از آنکه قانون به منظور اجازه دادن به چنین رفراندومی توسط دولت اسپانیا تحت نخست‌وزیری ماریانو راخوی محکوم شد و پس از آن در دادگاه قانون اساسی به حالت تعلیق درآمد تا زمانی که در این مورد حکم صادر کند، دولت کاتالان تحت رهبری کارلس پویگدامون اعلام کرده است که نه مقامات مرکزی اسپانیا و نه دادگاه اختیار متوقف کردن ندارند و در هر صورت رای‌گیری را انجام می‌دهند. منجر به یک واکنش قانونی می‌شود که به سرعت از دولتهای اسپانیا و کاتالان به شهرداری‌های کاتالان پخش شده است، همان‌طور که شهرداران محلی و همچنین دادگاه قانون اساسی، دیوان عالی دادگستری کاتالونیا و دادستان‌های ایالتی که از تدارکات و کمک به پروسه انتخاباتی حمایت کرده بودند توسط جنرالیتات مورد پیگرد قرار گرفتند.